# Súlyemelés az 1936. évi nyári olimpiai játékokon
Az 1936. évi nyári olimpiai játékokon a súlyemelésben öt súlycsoportban avattak olimpiai bajnokot. A versenyzőknek három fogásnemben – nyomás, szakítás és lökés – kellett gyakorlatot bemutatniuk. Csak összetettben adtak ki érmet, a végső sorrendet az egyes gyakorlatok összesített eredményei adták.

## Éremtáblázat
A táblázatokban a rendező nemzet csapata eltérő háttérszínnel, az egyes számoszlopok legmagasabb értéke vagy értékei vastagítással kiemelve.
| Az 1936. évi nyári olimpiai játékok éremtáblázata súlyemelésben | Az 1936. évi nyári olimpiai játékok éremtáblázata súlyemelésben | Az 1936. évi nyári olimpiai játékok éremtáblázata súlyemelésben | Az 1936. évi nyári olimpiai játékok éremtáblázata súlyemelésben | Az 1936. évi nyári olimpiai játékok éremtáblázata súlyemelésben | Olimpia  |
| --------------------------------------------------------------- | --------------------------------------------------------------- | --------------------------------------------------------------- | --------------------------------------------------------------- | --------------------------------------------------------------- | -------- |
|                                                                 | Ország                                                          | Arany                                                           | Ezüst                                                           | Bronz                                                           | Összesen |
| 1.                                                              | Egyiptom (EGY)                                                  | 2                                                               | 1                                                               | 2                                                               | 5        |
| 2.                                                              | Németország (GER)                                               | 1                                                               | 2                                                               | 2                                                               | 5        |
| 3.                                                              | Ausztria (AUT)                                                  | 1                                                               | 0                                                               | 0                                                               | 1        |
| 3.                                                              | Egyesült Államok (USA)                                          | 1                                                               | 0                                                               | 0                                                               | 1        |
| 3.                                                              | Franciaország (FRA)                                             | 1                                                               | 0                                                               | 0                                                               | 1        |
|                                                                 |                                                                 |                                                                 |                                                                 |                                                                 |          |
| 6.                                                              | Csehszlovákia (TCH)                                             | 0                                                               | 1                                                               | 0                                                               | 1        |
|                                                                 |                                                                 |                                                                 |                                                                 |                                                                 |          |
| 7.                                                              | Észtország (EST)                                                | 0                                                               | 0                                                               | 1                                                               | 1        |
|                                                                 |                                                                 |                                                                 |                                                                 |                                                                 |          |
| Összesen                                                        | Összesen                                                        | 6                                                               | 4                                                               | 5                                                               | 15       |

## Érmesek
| Az 1936. évi nyári olimpiai játékok érmesei súlyemelésben |                                                                        |                                                                      |                                                                  |
| Versenyszám                                               | Arany                                                                  | Ezüst                                                                | Bronz                                                            |
| pehelysúly (60 kg-ig)                                     | Anthony Terlazzo · Egyesült Államok (USA) · (92,5+97,5+122,5=312,5 kg) | Saleh Soliman · Egyiptom (EGY) · (85,0+95,0+125,0=305,0 kg)          | Ibrahim Shams · Egyiptom (EGY) · (80,0+95,0+125,0=300,0 kg)      |
| könnyűsúly (67,5 kg-ig)                                   | Anwar Mousbah · Egyiptom (EGY) · (92,5+105,0+145,0=342,5 kg)           | Nem adták ki                                                         | Karl Jansen · Németország (GER) · (95,0+100,0+132,5=327,5 kg)    |
| könnyűsúly (67,5 kg-ig)                                   | Robert Fein · Ausztria (AUT) · (105,0+100,0+137,5=342,5 kg)            | Nem adták ki                                                         | Karl Jansen · Németország (GER) · (95,0+100,0+132,5=327,5 kg)    |
| váltósúly (75 kg-ig)                                      | Khadr El-Touni · Egyiptom (EGY) · (117,5+120,0+150,0=387,5 kg)         | Rudolf Ismayr · Németország (GER) · (107,5+102,5+142,5=352,5 kg)     | Adolf Wagner · Németország (GER) · (97,5+112,5+142,5=352,5 kg)   |
| középsúly (82,5 kg-ig)                                    | Louis Hostin · Franciaország (FRA) · (110,0+117,5+145,0=372,5 kg)      | Eugen Deutsch · Németország (GER) · (105,0+110,0+150,0=365,0 kg)     | Ibrahim Wasif · Egyiptom (EGY) · (100,0+110,0+150,0=360,0 kg)    |
| nehézsúly (82,5 kg-tól)                                   | Josef Manger · Németország (GER) · (132,5+122,5+155,0=410,0 kg)        | Václav Pšenička · Csehszlovákia (TCH) · (122,5+125,0+155,0=402,5 kg) | Arnold Luhaäär · Észtország (EST) · (115,0+120,0+165,0=400,0 kg) |

## Magyar részvétel
Az olimpián két súlyemelő képviselte Magyarországot. Pehelysúlyban Kuti Jenő 252,5 kg-os (75,0+77,5+100,0) összesített eredménnyel a 17., váltósúlyban Csinger Gyula 290,0 kg-os (85,0+85,0+120,0) összesített eredménnyel a 16. helyen végzett.